# جون هانكس ألكسندر
جون هانكس ألكسندر (بالإنجليزية: John Hanks Alexander)‏ هو ضابط أمريكي، ولد في 6 يناير 1864 في Helena, Arkansas ‏ في الولايات المتحدة، وتوفي في 26 مارس 1894 في ويلبرفورس في الولايات المتحدة.